# Noël Dejonckheere
Noël Dejonckheere (Lendelede, 23 aprile 1955 – Izegem, 29 dicembre 2022) è stato un ciclista su strada, pistard e dirigente sportivo belga.

## Palmarès

### Strada
- 1978 (Dilettanti, due vittorie)

5ª tappa Coors Classic (Vail > Vail)
8ª tappa Coors Classic (Boulder > Boulder)
- 1979 (Teka, quindici vittorie)

2ª tappa - parte b Tour Méditerranéen (Plan > Le Lavandou)
1ª tappa Volta a la Comunitat Valenciana (Cocentaina > Mogente)
2ª tappa Volta a la Comunitat Valenciana (Mogente > Calp)
4ª tappa Volta a la Comunitat Valenciana (Ontinyent > Masamagrell)
5ª tappa Volta a la Comunitat Valenciana (Masamagrell > Castellón de la Plana)
6ª tappa Volta a la Comunitat Valenciana (Valencia > Valencia)
1ª tappa Costa del Azahar
3ª tappa Costa del Azahar
Classifica generale Costa del Azahar
1ª tappa Vuelta a Cantabria (Santander > Unquera)
2ª tappa - parte a Vuelta a Cantabria (Unquera > Sarón)
10ª tappa Vuelta a España (Reus > Saragozza)
11ª tappa Vuelta a España (Saragozza > Pamplona)
5ª tappa - parte a Giro di Germania (Hürth > Essen)
2ª tappa Tres Días de Leganés (Leganés > Leganés)
- 1980 (Teka, otto vittorie)

3ª tappa Vuelta a Mallorca (Palma di Maiorca > Algaida)
2ª tappa Vuelta a Andalucía (Águilas > Almería)
4ª tappa Vuelta a Andalucía (Lanjarón > Rincón de la Victoria)
4ª tappa Tour Méditerranéen (Vitrolles > Béziers)
2ª tappa Volta a la Comunitat Valenciana (Petrer > Almussafes)
5ª tappa Volta a la Comunitat Valenciana (Cullera > Cullera)
3ª tappa Parigi-Nizza (Château-Chinon > Villefranche-sur-Saône)
5ª tappa Vuelta a Aragón (Tauste > Saragozza)
- 1981 (Teka, sette vittorie)

Trofeo Luis Puig
2ª tappa Volta a la Comunitat Valenciana (Burriana > Antella)
5ª tappa Volta a la Comunitat Valenciana (Valencia > Valencia)
Grote Prijs Raf Jonckheere
1ª tappa Vuelta a Castilla
2ª tappa - parte a Vuelta a Castilla
1ª tappa Vuelta Ciclista a La Rioja (Logroño > Logroño)
- 1982 (Gis-Gelati, cinque vittorie)

7ª tappa - parte b Giro di Germania (Krefeld > Monschau)
3ª tappa - parte a Ruota d'Oro (Pontirolo Nuovo > Pontirolo Nuovo)
- 1983 (Teka, undici vittorie)

1ª tappa Vuelta a Andalucía (Malaga > Dos Hermanas)
3ª tappa Vuelta a Andalucía (Montilla > Granada)
Trofeo Luis Puig
1ª tappa Costa del Azahar (Nules > Nules)
Classifica generale Costa del Azahar
12ª tappa Vuelta a España (Logroño > Burgos)
7ª tappa - parte b Coors Classic (Denver > Denver)
2ª tappa Vuelta a Castilla
3ª tappa Vuelta a Castilla
2ª tappa - parte b Vuelta a Cantabria (El Astillero > Limpias)
3ª tappa - 2ª semitappa Volta Ciclista a Catalunya (Barcellona > Barcellona)
- 1984 (Teka, otto vittorie)

5ª tappa - parte a Vuelta a Andalucía (Baza > Águilas)
Trofeo Luis Puig
2ª tappa - parte a Volta a la Comunitat Valenciana (Dénia > Gandia)
Ronde van Limburg
3ª tappa Parigi-Nizza (Moulins > Saint-Étienne)
1ª tappa Vuelta a España (Jerez de la Frontera > Malaga)
4ª tappa Vuelta a España (Elche > Valencia)
19ª tappa Vuelta a España (Torrejón de Ardoz > Madrid)
- 1985 (Teka, dieci vittorie)

2ª tappa Vuelta a Castilla y León (Burgos > Burgos)
Memorial Rodríguez Inguanzo
1ª tappa Vuelta a Cantabria (Torrelavega > Torrelavega)
4ª tappa Vuelta a Cantabria (Santander > Sarón, cronometro)
2ª tappa Vuelta a Aragón (Tamarite de Litera > Teruel)
3ª tappa Vuelta a Aragón (Andorra > Teruel)
1ª tappa Vuelta a Burgos (Burgos > Miranda de Ebro)
2ª tappa - parte a Vuelta a Burgos (Miranda de Ebro > Medina de Pomar)
2ª tappa Vuelta a Galicia (Santiago de Compostela > La Coruña)
Trofeo Masferrer
- 1987 (Teka, tre vittorie)

2ª tappa Vuelta a Andalucía (Marbella > Cadice)
1ª tappa - parte b Vuelta a Murcia (Totana > Águilas)
4ª tappa Vuelta a Murcia (Caravaca > Jumilla)
- 1988 (Seur, una vittoria)

1ª tappa Vuelta a Andalucía (Cadice > Dos Hermanas)

#### Altri successi
- 1976 (Dilettanti)

Criterium Davenport
Criterium Maria-Aalter
Criterium Lichtervelde
- 1978 (Dilettanti)

Criterium Alfafar
Criterium Alicante
- 1980 (Teka)

Prologo Vuelta a Aragón (Binéfar, cronosquadre)
- 1981 (Teka)

Prologo Vuelta a Andalucía (Rincón de la Victoria, cronosquadre)
Prologo Volta a la Comunitat Valenciana (Vinaròs, cronosquadre)
Classifica a punti Volta a la Comunitat Valenciana
2ª tappa - parte b Vuelta a Castilla (cronosquadre)
- 1982 (Gis-Gelati)

Classifica a punti Vuelta a Andalucía
Criterium Sleidinge
- 1984 (Teka)

Criterium Alfafar
Criterium Alicante
Criterium Green Lake
Trofeo Zumaquero

## Piazzamenti

### Grandi Giri
- Giro d'Italia

1982: 100º
- Tour de France

1981: fuori tempo massimo (15ª tappa)
1984: ritirato (17ª tappa)
- Vuelta a España

1979: 63º
1983: ritirato (14ª tappa)
1984: 74º
1985: 94º
1988: fuori tempo massimo (7ª tappa)

### Classiche monumento
- Milano-Sanremo

1979: 95º
1982: 19º
1983: 8º
1984: 8º
1985: 49º
1987: 56º
- Giro di Lombardia

1982: 25º

### Competizioni mondiali
- Campionati del mondo su pista

Monaco di Baviera 1978 - Corsa a punti Dilettanti: vincitore
Amsterdam 1979 - Velocità Dilettanti: 8º